# Battaglia di Rostov (1942)
La battaglia di Rostov del 1942 si svolse nella fase iniziale dell'operazione Blu, la seconda grande offensiva sferrata il 28 giugno 1942 dalla Wehrmacht tedesca sul Fronte orientale durante la seconda guerra mondiale, dalla quale Adolf Hitler si attendeva la vittoria decisiva e il crollo definitivo dell'Unione Sovietica.
Dopo l'esito deludente della prima fase dell'operazione Blu, Hitler a partire dal 15 luglio 1942 decise di improvvisare una grande manovra di accerchiamento intorno all'importante centro strategico di Rostov sul Don con l'obiettivo di distruggere un gran numero di armate sovietiche in ritirata; la manovra non raggiunse il successo sperato dal Führer: Rostov venne occupata entro il 25 luglio 1942 e i tedeschi conquistarono preziose teste di ponte sul fiume Don da dove nelle settimane seguenti poterono avanzare verso il Caucaso, ma i sovietici riuscirono a sfuggire all'accerchiamento e ripiegarono in salvo verso sud. 
La manovra di Rostov in conclusione fece perdere tempo ai tedeschi e frammentò le loro forze che furono disperse su un fronte troppo vasto contrariamente ai piani originari studiati dall'alto comando della Wehrmacht.

## Storia

### L'operazione Blu
Dopo il fallimento finale dell'operazione Barbarossa, la Wehrmacht tedesca aveva subito, durante i lunghi e freddi mesi invernali del 1941-1942, le continue controffensive dell'Armata Rossa che, pur non raggiungendo un risultato decisivo, avevano messo in grande difficoltà i tedeschi che erano stati costretti ad abbandonare molte posizioni avanzate in tutti i settori del Fronte orientale, tra cui, nel dicembre 1941 l'importante città di Rostov sul Don che veniva considerata la "porta del Caucaso". Adolf Hitler tuttavia non aveva dato segni di cedimento e al contrario aveva deciso di sferrare, con l'arrivo dei mesi caldi dell'estate 1942, una nuova grande offensiva generale in Russia.
     fino al 7 luglio 1942
     fino al 22 luglio 1942
     fino al 1º agosto 1942
     fino al 18 novembre 1942

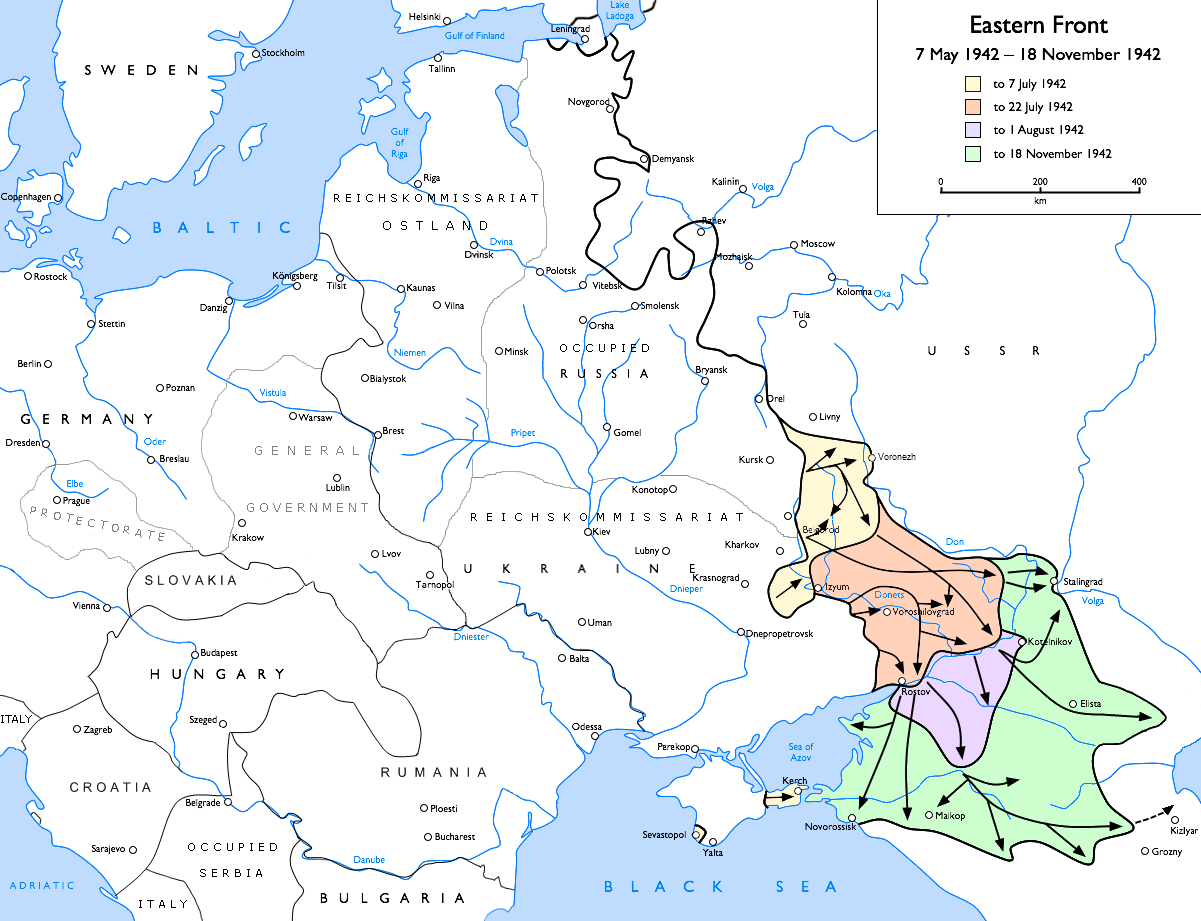
Operazione Blu: Avanzata tedesca dal 7 maggio 1942 fino al 18 novembre 1942
fino al 7 luglio 1942
fino al 22 luglio 1942
fino al 1º agosto 1942
fino al 18 novembre 1942

A partire dal 28 giugno 1942 le forze della Wehrmacht schierate nel settore meridionale del Fronte orientale avevano quindi dato inizio all'operazione Blu, la grande offensiva generale da cui Hitler si attendeva una decisiva vittoria militare e la conquista delle regioni strategiche del Caucaso e di Stalingrado, ritenute essenziali anche per ottenere importanti risorse economiche indispensabili per la macchina bellica della Germania nazista. Nonostante impressionanti vittorie iniziali sul Donec e sull'Oskol da parte dell'ala settentrionale del Gruppo d'armate Sud del feldmaresciallo Fedor von Bock, le prime settimane dell'offensiva tedesca non raggiunsero i risultati attesi; Stalin e il comando supremo dell'Armata Rossa riuscirono a rafforzare il settore di Voronež che bloccò per molti giorni i reparti meccanizzati tedeschi, e furono anche in grado di ritirare il grosso delle truppe del "Fronte Sud-occidentale" del maresciallo Semën Timošenko verso est, evitando accerchiamenti catastrofici.
Deluso dai risultati raggiunti e irritato dall'atteggiamento ritenuto ostruzionistico del feldmaresciallo von Bock, Adolf Hitler decise il 13 luglio 1942 di cambiare completamente la pianificazione strategica prevista per la seconda fase dell'operazione Blu; ritenendo che la ritirata sovietica evidenziasse soprattutto un cedimento del morale del nemico e fosse un segno di dissoluzione della capacità di resistenza sovietica, il Führer decise di accelerare le operazioni e riorganizzare il suo schieramento per avanzare contemporaneamente verso il medio corso del Don e Stalingrado, e il basso corso del Don a Rostov e il Caucaso. Egli inoltre sciolse il Gruppo d'armate Sud e rimosse il feldmaresciallo von Bock che venne sostituito dal generale Maximilian von Weichs che prese il comando dell'ala settentrionale del vecchio Gruppo d'armate Sud, con la denominazione di Gruppo d'armate B; l'ala meridionale prese invece la denominazione di Gruppo d'armate A al comando del feldmaresciallo Wilhelm List.
La disastrosa ritirata del "Fronte Sud-occidentale" del maresciallo Timošenko verso est aveva scoperto completamente l'ala destra delle armate del "Fronte Meridionale" del generale Rodion Malinovskij che rischiavano di essere tagliate fuori da una possibile manovra tedesca sulle linee di comunicazione; la pericolosa situazione strategica rendeva quindi inevitabile il ripiegamento verso il basso corso del Don per cercare di coprire di accessi ai ponti di Rostov che avrebbero aperto al nemico la direzione del Caucaso. In questa fase in realtà nonostante la delusione dei generali tedeschi, la situazione generale dell'Unione Sovietica era veramente critica; Stalin non aveva perso la sua determinazione e incitava continuamente i suoi generali a rafforzare la resistenza e mantenere il controllo delle truppe; fin dal 12 luglio l'alto comando sovietico sciolse il vecchio "Fronte Sud-occidentale" e costituì il nuovo "Fronte di Stalingrado", al momento lasciando al comando il maresciallo Timošenko, per sbarrare a tutti i costi la strada per Stalingrado.
Nonostante le delusioni della prima fase dell'operazione Blau, Adolf Hitler, la maggior parte dei generali tedeschi e in parte anche il capo di stato maggiore dell'esercito, generale Franz Halder, ritenevano che le forze sovietiche schierate nel settore meridionale del fronte orientale fossero vicine alla disintegrazione e alla sconfitta definitiva; l'alto comando tedesco quindi riteneva essenziale avanzare con la massima rapidità per distruggere le forze nemiche in fase di ripiegamento. I piani prevedevano che, mentre la 6. Armee del generale Friedrich Paulus avrebbe puntato direttamente sulla grande ansa del Don e poi su Stalingrado, le forze corazzate principali, raggruppate nella 1. Panzerarmee del generale Ewald von Kleist e nella 4. Panzerarmee del generale Hermann Hoth, avrebbero organizzato una grande manovra di accerchiamento intorno alla città di Millerovo per annientare i resti delle armate del maresciallo Timošenko che cercavano di ripiegare in parte verso est e in parte verso sud in direzione delle forze del generale Malinovskij a loro volta in ritirata.

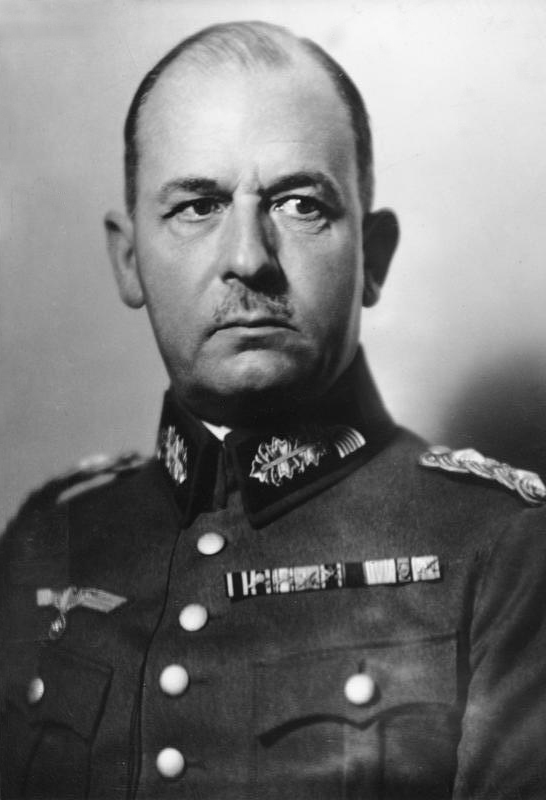
Il feldmaresciallo Wilhelm List, comandante del Gruppo d'armate A.

La nuova manovra della Wehrmacht, iniziata il 14 luglio 1942, sembrò in un primo tempo avere pieno successo; i carri armati della 4. Panzermee del generale Hoth fin dal primo giorno avanzarono facilmente verso sud-est in direzione Morozovsk con le tre divisioni motorizzate del 48º Panzerkorps del generale Werner Kempf, mentre la 3. Panzerdivision del 40º Panzerkorps del generale Leo Geyr von Schweppenburg scese a sud e aggirò da est Millerovo tagliando la strada a tre armate sovietiche del fronte del maresciallo Timošenko. Infine a ovest di Millerovo la 23. Panzerdivision occupò la città e respinse alcuni confusi contrattacchi sovietici. A sud e sud-ovest di Millerovo si trovavano in quel momento i resti di cinque armate sovietiche (38ª, 57ª, 9ª, 24ª e 37ª Armata) con oltre venti divisioni, che rischiavano di essere completamente accerchiate a causa della contemporanea avanzata della 1. Panzerarmee del generale von Kleist a sud di Millerovo con le truppe corazzate del 14º Panzerkorps del generale Gustav von Wietersheim.
Il 15 luglio 1942 sembrò concretizzarsi la grande manovra d'accerchiamento prevista da Hitler e i suoi generali. In questa giornata i mezzi corazzati della 3. Panzerdivision del 40º Panzerkorps dell'armata del generale Hoth si congiunsero quaranta chilometri a sud di Millerovo con i carri armati della 14. Panzerdivision appartenente al 14º Panzerkorps dell'armata del generale Kleist, chiudendo apparentemente una trappola per le truppe sovietiche appartenenti a cinque armate del vecchio Fronte Sud-Occidentale del maresciallo Timošenko. Altre unità mobili della 23. Panzerdivision erano in azione a nord di Millerovo. In realtà la situazione non era così favorevole ai tedeschi; le forze corazzate arrivate a nord, est e sud di Millerovo erano troppo deboli per chiudere saldamente la sacca e soprattutto mancavano o erano in ritardo le divisioni di fanteria che sarebbero state essenziali per bloccare il nemico e rastrellare il territorio. Di conseguenza le truppe sovietiche che rischiavano l'annientamento riuscirono in buona parte a sfuggire dall'area di Millerovo attraverso gli ampi varchi rimasti aperti e proseguirono la ritirata in piccoli gruppi; le divisioni della 38ª Armata del generale Kirill Moskalenko in particolare mantennero la coesione e ripiegarono in buon ordine verso est insieme ai resti della 57ª, 9ª e 24ª Armata; invece la 37ª Armata del generale Petr Michailovic Kozlov si ritirò verso sud-ovest dietro il fiume Glubokaja per collegarsi con le armate del Fronte Meridionale del generale Malinovskij.
La manovra di accerchiamento di Millerovo si concluse quindi con una grande delusione per la Wehrmacht; si trattò in pratica di un Luftstoss, un "colpo nel vuoto"; la grande maggioranza delle truppe sovietiche sfuggirono alla trappola e i tedeschi raccolsero solo 40 000 prigionieri; inoltre l'eccessiva concentrazione di forze corazzate nell'area di Millerovo, appartenenti a due distinte armate corazzate, provocò enormi ingorghi di mezzi, confusione, ritardi, errori tattici e carenze logistiche per i rifornimenti in particolare di carburante.

### La manovra di Rostov
Il 15 luglio per la prima volta il servizio informazioni dell'esercito tedesco all'est riferì in un rapporto dettagliato che i sovietici sembravano determinati a difendere con la massima tenacia non solo il Caucaso ma anche Stalingrado. Furono segnalate infatti le prime notizie dell'afflusso di armate di riserva nella grande ansa del Don; tuttavia, mentre il generale Halder apparve preoccupato da queste notizie e dimostrò viva ansietà per gli sviluppi della situazione nella direttrice di Stalingrado, Hitler, trasferitosi il 16 luglio al Wehrwolf, il suo nuovo quartier generale avanzato in Ucraina vicino a Vinnycja, non sembrò impressionato e nella sua direttiva del 17 luglio delineò un nuovo piano di operazioni sempre concentrato, nonostante la delusione a Millerovo, sul tentativo di combattere una grande battaglia di annientamento decisiva. 
Nella direttiva il Führer infatti non affermava in modo categorico che Stalingrado avrebbe dovuto essere conquistata ma indicava che in caso di forte resistenza nemica sarebbe stato sufficiente raggiungere il Volga a sud della città per interrompere la navigazione sul fiume. Il piano di Hitler invece individuava come "primo e principale obiettivo" la distruzione delle armate del maresciallo Timošenko e del generale Malinovskij ammassate confusamente tra il Don e il Donec, nell'area di Rostov. A questo scopo il Gruppo d'armate del feldmaresciallo List avrebbe attaccato verso sud con la 1. Panzerarmee del generale von Kleist e la 4. Panzerarmee del generale Hoth, che sarebbero scese da Millerovo a sud-ovest in direzione di Rostov e, dopo aver concluso la manovra d'accerchiamento, avrebbero costituito teste di poste sul Don meridionale per la successiva avanzata nel Caucaso. La manovra dei panzer da nord-est sarebbe stata completata dall'arrivo nella regione di Rostov del cosiddetto "Gruppo Ruoff", che, concentrato nell'area a nord di Taganrog e rinforzato dai mezzi corazzati del 57º Panzerkorps del generale Friedrich Kirchner, avrebbe raggiunto la città da ovest.
Il feldmaresciallo List aveva stabilito un piano dettagliato, in linea con la direttiva di Hitler, fin dal 16 luglio e le sue unità corazzate erano già in azione; i panzer tedeschi, raggruppati inutilmente intorno a Millerovo, si rimisero in movimento: le formazioni meccanizzate del 48º Panzerkorps del generale Kempf e del 40º Panzerkorps del generale Geyer von Schweppenburg, appartenenti alla 4. Panzerarmee del generale Hoth, incontrarono solo scarsa opposizione e avanzarono, in un ambiente quasi desertico e con temperature elevatissime, per circa 200 chilometri entro il 18 luglio, fino a raggiungere le rive del basso Don. Le truppe sovietiche in ritirata apparivano demoralizzate e completamente disorganizzate, incapaci di opporre una reale resistenza e desiderose solo di sfuggire agli accerchiamenti e continuare la ritirata verso est o verso sud-est. Le divisioni corazzate tedesche continuavano ad avanzare ma, non supportate a sufficienza dalle scarse forze di fanteria disponibili, non riuscirono, come a Millerovo, a bloccare le unità sovietiche in ritirata e a costringerle alla resa. La 1. Panzerarmee del generale von Kleist, che marciava verso sud-ovest con il 3. Panzerkorps del generale Eberhard von Mackensen in direzione di Kamensk-Šachtinskij e Novočerkassk, non riuscì il 19 luglio ad agganciare le armate del Fronte meridionale del generale Malinovskij che proseguirono la ritirata verso Rostov.

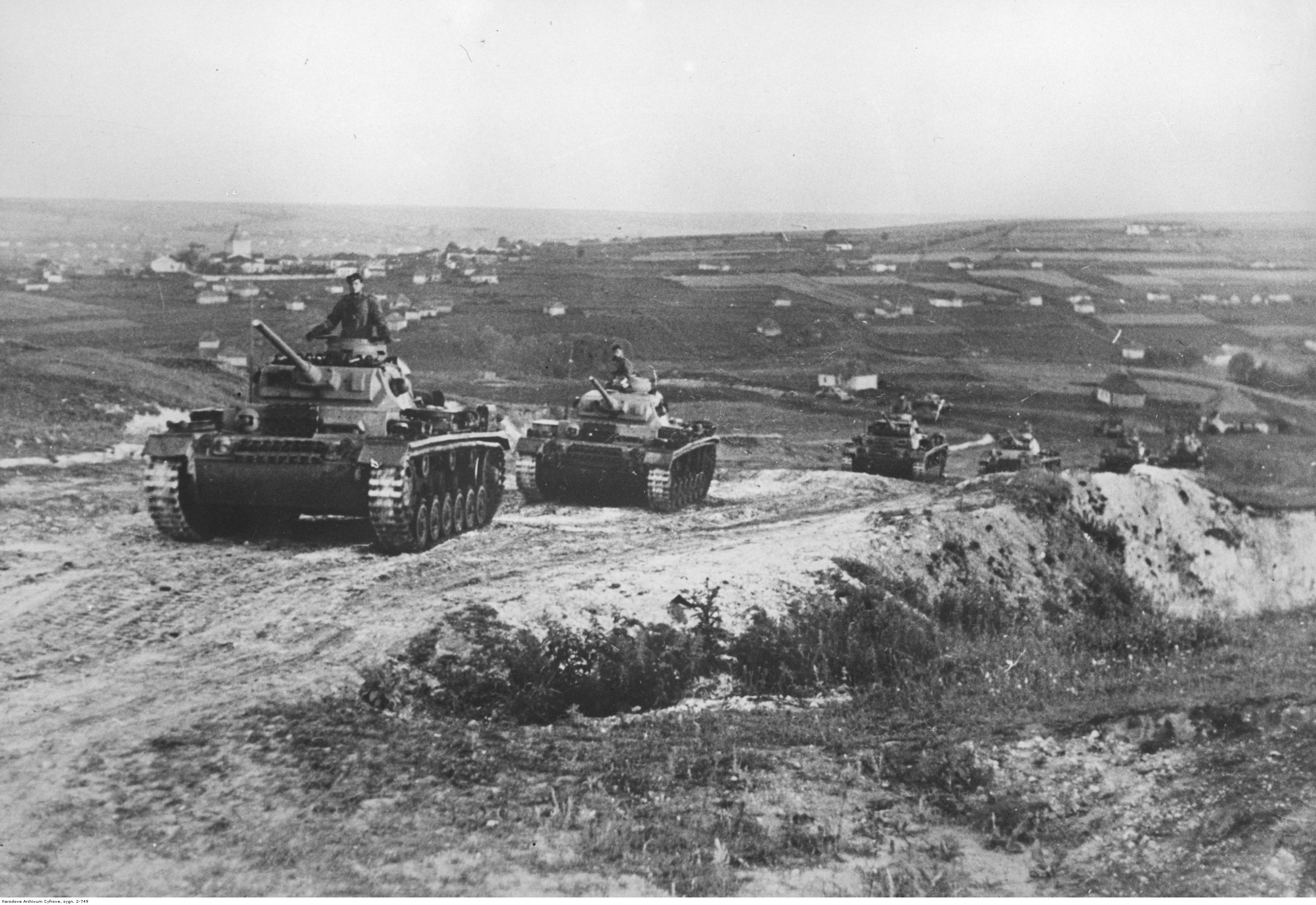
Colonna di carri armati tedeschi Panzer III in marcia verso il Don nel luglio 1942.

Fin dal 16 luglio il generale Malinovskij con il consenso dello Stavka aveva dato inizio alla ritirata delle tre armate (12ª, 18ª e 56ª Armata) del Fronte Meridionale; i piani prevedevano un ripiegamento ordinato in cinque fasi fino a raggiungere le rive del Don a sud di Rostov, ma nella realtà la ritirata si rivelò molto più difficile e il 18 luglio il generale Malinovskij, di fronte alla crescente pressione delle forze corazzate del generale von Kleist che minacciavano il suo fianco destro, dovette ordinare un'accelerazione dei movimenti di ritirata per cercare di sganciarsi ed evitare di essere tagliati fuori dal Don. La situazione strategica sembrava evolvere rapidamente a favore delle forze dell'Asse; il 16 luglio la 12ª Armata del generale Andrej Antonovič Grečko evacuò Vorošilovgrad che venne rapidamente occupata il giorno seguente dalla fanteria del IV corpo d'armata tedesco, appartenente alla 17. Armee del generale Richard Ruoff; il 19 luglio le truppe italiane dell'8ª Armata entrarono a Krasnyj Luč che venne abbandonata dalla 18ª Armata sovietica; da nord-est le due panzerdivision del 3. Panzerkorps, 14. Panzerdivision e 22. Panzerdivision, non riuscirono a distruggere completamente le tre armate del Fronte Sud-Occidentale (37ª, 24ª, e 9ª Armata) che avevano ripiegato verso sud, ma tra il 20 e il 21 luglio raggiunsero e occuparono prima Kamensk-Šachtinskij e poi Novočerkassk, mentre il 20 luglio entrarono in azione a ovest anche i mezzi corazzati del 57º Panzerkorps del generale Kirchner, appartenente alla 17. Armee, che attraversarono il Mius e respinsero verso Rostov la 56ª Armata del Fronte Meridionale.
Il 22 luglio i tedeschi raggiunsero la periferia di Rostov a nord, con la 22. Panzerdivision, e a est, con la 14. Panzerdivision, appartenenti al 3º Panzerkorps del generale von Mackensen, mentre a ovest della città erano in avvicinamento le unità corazzate della 13. Panzerdivision, dipendente dal 57º Panzerkorps del generale Kirchner. Le truppe sovietiche erano fortemente pressate e stavano cercando di completare la loro difficile manovra di ritirata; dopo i resti delle armate quasi distrutte del Fronte Sud-Occidentale, ripiegarono a sud del Don le unità ancora combattive della 12ª Armata seguite dalla maggior parte della 18ª Armata. La situazione tattica era in rapida evoluzione e Rostov stava per essere attaccata direttamente dalle unità di punta tedesche.

### Battaglia nella città

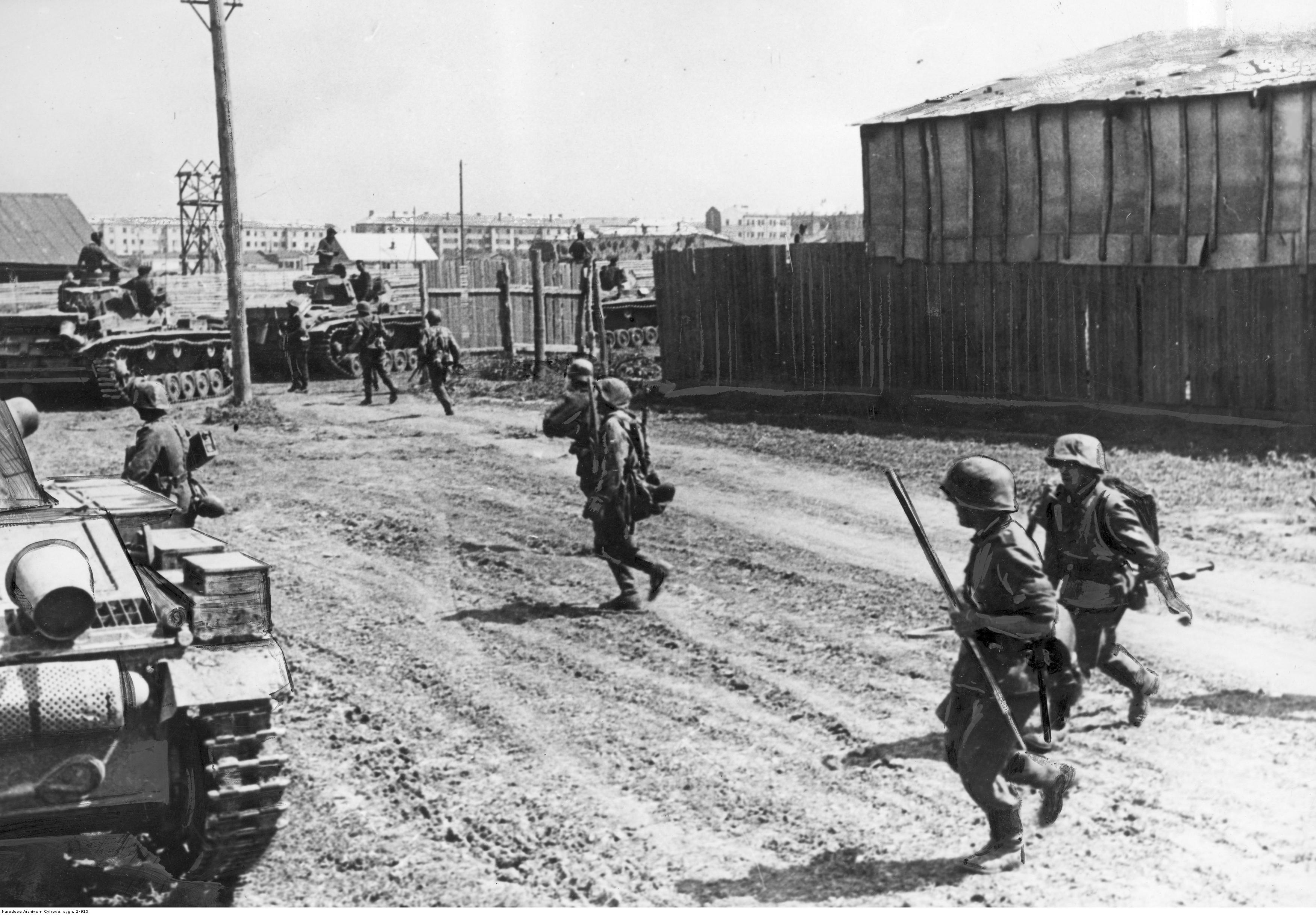
Reparto meccanizzato della SS "Wiking" entra nella periferia di Rostov.

Nella terza settimana di luglio la situazione generale dell'Armata Rossa era estremamente difficile in tutti i settori meridionali del Fronte Orientale; Stalin e lo Stavka, mentre cercavano di evitare l'accerchiamento dei resti delle armate del maresciallo Timošenko e del generale Malinovskij in ripiegamento a sud del Don, tentavano anche di difendere il più possibile Rostov, ormai raggiunta dalla 1. Panzerarmee del generale von Kleist e dalla 17. Armee del generale Ruoff, e la linea del basso Don che era minacciata dalla forze corazzate della 4. Panzerarmee del generale Hoth. Inoltre dal 17 luglio era iniziata la battaglia nel settore della grande ansa del Don e di Stalingrado; Stalin era direttamente intervenuto il 19 luglio per rafforzare le difesa della città e sollecitare la massima resistenza del nuovo Fronte di Stalingrado costituito con tre armate fatte affluire dalle riserve strategiche. Il dittatore sovietico era inoltre impegnato a costituire e rinforzare la difesa del Caucaso, che sarebbe stato esposto all'offensiva tedesca in caso di crollo totale delle difese sovietiche a sud del basso Don.
Stalin e l'alto comando sovietico quindi volevano evitare nuovi catastrofici accerchiamenti e salvaguardare le truppe che ripiegavano confusamente a sud del basso Don, ma non intendevano cedere Rostov senza combattere; al contrario il generale Malinovskij stava cercando di organizzare un solido schieramento difensivo intorno a Rostov per proteggere la ritirata e bloccare possibilmente a lungo i tedeschi. La difesa diretta nei sobborghi e dentro la città venne affidata alle truppe specializzate da fortezza e soprattutto ai reparti fanatici e combattivi dell'NKVD, mentre nei settori periferici e nelle cinture fortificate esterne vennero schierate le divisioni ancora efficienti della 56ª Armata del generale Viktor Cyganov che per il momento arrestò la sua ritirata, mentre la gran parte della 18ª Armata era già passata a sud del Don senza fermarsi, tranne due regimenti che rimasero nella città. Il generale Cyganov organizzò due cinture fortificate sulle vie di accesso a Rostov, schierando una divisione di fucilieri e tre brigate di fanteria di marina nei settori difensivi occidentali, mentre nei settori settentrionali e orientali presero posizione altre tre divisioni e una brigata di fucilieri; all'interno dell'area urbanizzata di Rostov rimasero le truppe specializzate da fortezza e le unità scelte NKVD che organizzaro una serie di posizioni e barricate in tutte le vie di accesso, i grandi viali principali, gli edifici e le piazze più importanti.

Carta dell'attacco tedesco a Rostov.

L'attacco finale tedesco a Rostov ebbe inizio il 22 luglio con l'obiettivo di conquistare la città e i ponti sul Don per poter passare rapidamente sulla riva meridionale del fiume; l'assalto principale venne sferrato da ovest e nord-ovest dalla 13. Panzerdivision del generale Traugott Herr e dalla 5. Divisione motorizzata SS "Wiking" del generale Felix Steiner, appartenenti al 57º Panzerkorps del generale Kirchner. I mezzi corazzati tedeschi riuscirono a penetrare, nonostante la dura resistenza, la prima cintura fortificata nemica e avanzarono da nord lungo la strada principale Stalino-Rostov, fino a raggiungere i primi quartieri settentrionali della città, mentre sulla destra, il gruppo meccanizzato SS della "Wiking" guidato dal colonnello Herbert Otto Gille, sfondò alcune posizioni fortificate dell'anello esterno e conquistò l'aeroporto principale di Rostov. Il 23 luglio intervenne a nord della città anche la 22. Panzerdivision che raggiunse a sua volta la periferia esterna, ma i reparti SS della "Wiking", giunti nelle vie della città, si trovarono in difficoltà e rimasero in un primo momento bloccati nell'area urbana. 
Nel pomeriggio del 23 luglio intervennero i primi reparti della 125. Divisione fanteria, mentre le unità meccanizzate della 13. Panzerdivision superarono numerosi sbarramenti fortificati e dopo aspri combattimenti urbani si avvicinarono alla sponda settentrionale del Don. Il fiume venne raggiunto nel tardo pomeriggio a est del ponte principale dai motociclisti tedeschi della 13. Panzerdivision, ma furono necessari ulteriori combattimenti per ripulire il quartiere, mentre il ponte stesso venne fatto saltare parzialmente in aria dai sovietici. I genieri tedeschi dovettero riparare il ponte sotto il fuoco nemico e solo nella mattinata del 24 luglio la struttura divenne nuovamente transitabile e il battaglione motociclisti della 13. Panzerdivision poté passare sulla sponda meridionale. I combattimenti per Rostov erano però ancora in pieno svolgimento e la guarnigione sovietica era decisa ad opporre la massima resistenza fino all'ultimo nella vasta aerea urbana che era stata trasformata in una trappola mortale per le truppe tedesche; le unità NKVD in particolare si batterono con particolare accanimento lungo la strada da Taganrog che portava direttamente al ponte principale sul Don.

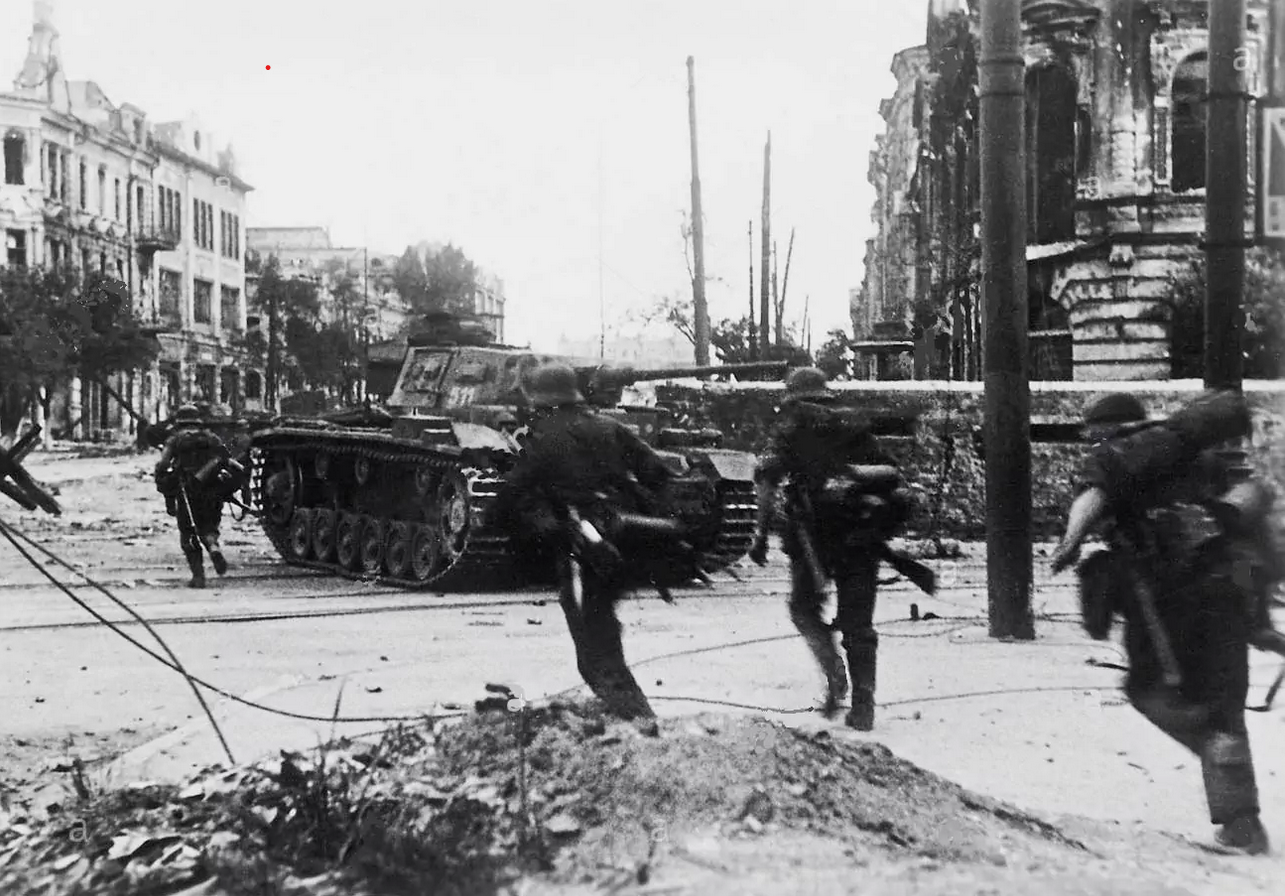
Battaglia nel centro di Rostov.

Il 24 luglio 1942 i combattimenti ripresero con grande violenza; i tedeschi della 13. Panzerdivision, rinforzate dalle prime unità della 22. Panzerdivision, dovettero affrontare dure e prolungate battaglie per occupare la sede principale delle poste e il quartier generale centrale dell'NKVD che venne difeso strenuamente dalle unità scelte sovietiche del ministero degli interni. Nel frattempo, mentre le divisioni corazzate si trovavano nei quartieri settentrionali e orientali di Rostov, a ovest combatteva la divisione SS "Wiking" che rastrellò la sponda settentrionale del Don e occupò di sorpresa un altro passaggio sul fiume che il 25 luglio venne utilizzato dalle punte avanzate di due divisioni di fanteria tedesche del 52º Corpo d'armata alpino. Nel centro di Rostov tuttavia la situazione tedesca rimaneva difficile e la resistenza sovietica era ancora accanita nelle strade sbarrate da grandi barricate, negli edifici e nelle piazze principali.

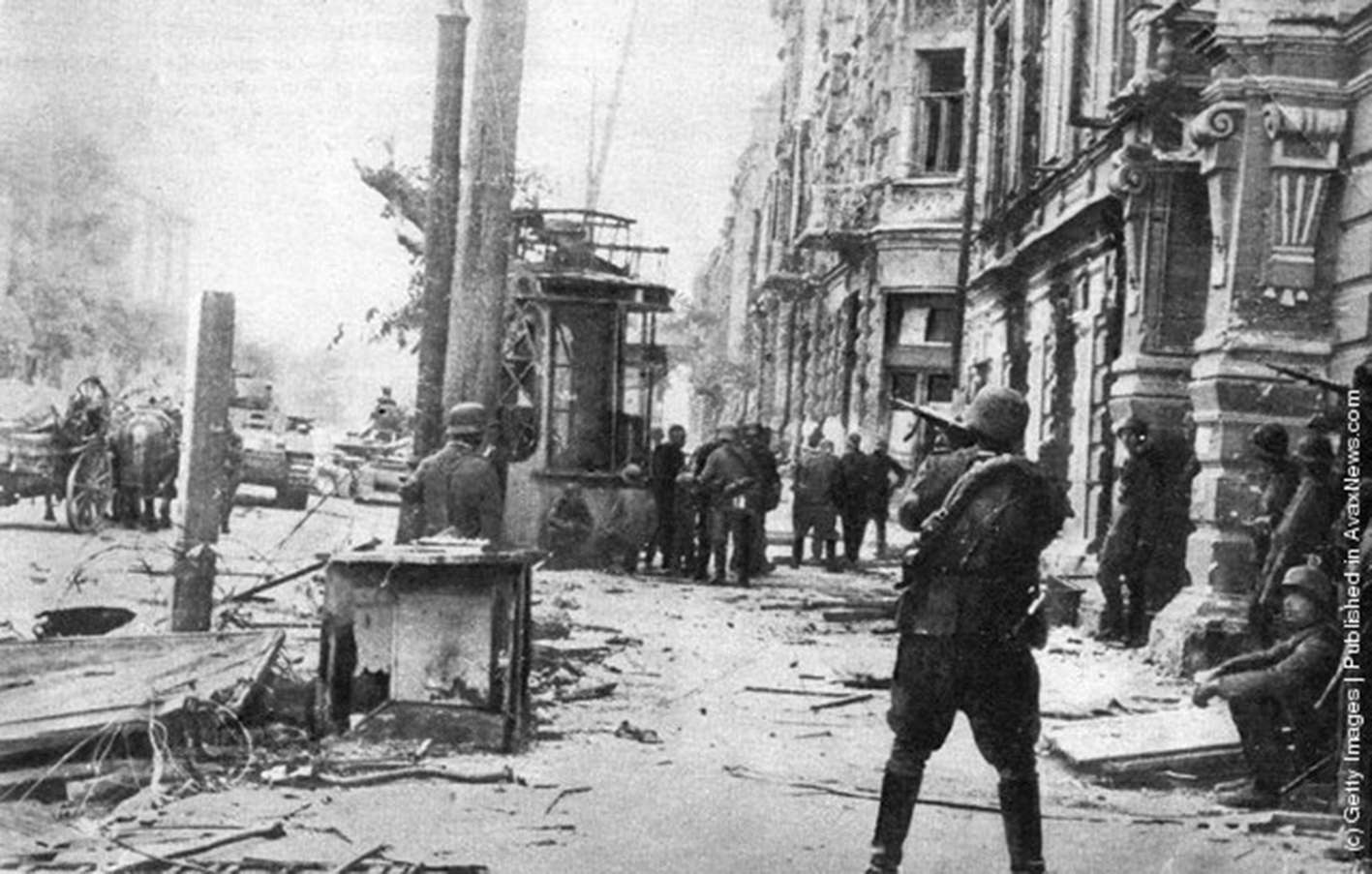
Truppe tedesche in combattimento nel centro di Rostov.

La fase finale della battaglia per l'area urbana di Rostov continuò per altre cinquanta ore e fu sanguinosa e aspramente combattuta fino all'ultimo, prefigurando in parte la durezza dei combattimenti urbani della battaglia di Stalingrado; il compito decisivo venne affidato dal comando tedesco alle truppe di fanteria della 125. Divisione della Svevia che organizzarono un attacco sistematico al centro cittadino da parte delle squadre d'assalto secondo una precisa assegnazione dei settori da conquistare e secondo un rigido controllo dei tempi per mantenere la coesione delle forze e impedire imboscate degli abili reparti sovietici della NKVD. Dopo sanguinosi combattimenti a distanza ravvicinata, la fanteria tedesca riuscì gradualmente a rastrellare gli edifici, a superare le barricate e a irrompere lungo la via Taganrog che conduceva al ponte principale sul Don. Gli ultimi accaniti scontri si svolsero nel settore del porto e nelle vie strette della città vecchia; dopo una lotta lunga e sanguinosa, i tedeschi della 125. Divisione il 25 luglio riuscirono a raggiungere la riva settentrionale del fiume a congiungersi con i reparti meccanizzati della 13. Panzerdivision che tenevano dal giorno prima una precaria testa di ponte sul Don; le truppe sovietiche superstiti dopo una coraggiosa resistenza ripiegarono in salvo a sud del fiume.
La caduta di Rostov non segnò la fine dei combattimenti nel settore; fin dalla notte del 24-25 luglio, dalla testa di ponte della 13. Panzerdivision, erano avanzati verso sud i motociclisti tedeschi e un reparto di truppe speciali Brandenburg, con la missione di raggiungere Batajsk e il viadotto lungo oltre tre chilometri a sud del Don che superava vaste aree paludose e conduceva alla strada maestra verso il Kuban' e il Caucaso. Dopo un audace assalto notturno, che costò pesanti perdite alle truppe speciali tedesche, l'unità Brandenburg riuscì a occupare il viadotto e a costituire una testa di ponte, che permise alle unità corazzate della 13. Panzerdivision e della SS "Wiking" del 57º Panzerkorps di attraversare il 27 luglio e di avere la via aperta per la nuova avanzata verso il Caucaso, già programmata da Hitler.

### Sviluppi strategici

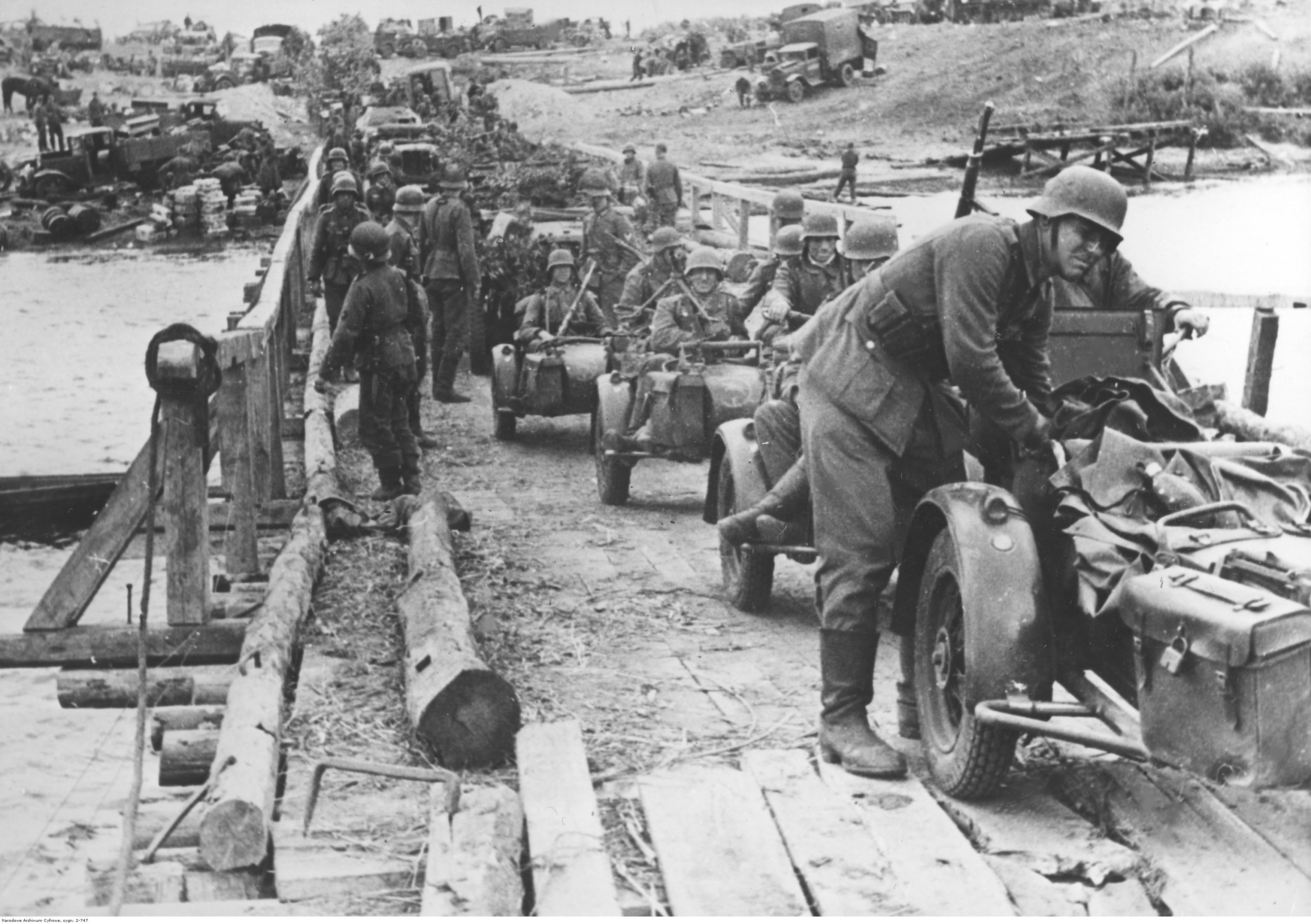
Truppe motorizzate tedesche attraversano il fiume Don.

Mentre si concludeva con la vittoria tedesca la seconda battaglia di Rostov, molte altre operazioni erano contemporaneamente in corso in importanti settori delle regioni meridionali del Fronte orientale. Dopo un'estenuante avanzata nella steppa, con temperature molto elevate, le formazioni corazzate della 4. Panzerarmee del generale Hoth avevano raggiunto dal 21 luglio le rive del basso Don a nord-est di Rostov; i reparti mobili tedeschi non incontrarono quasi resistenza e furono soprattutto ritardati dalle difficoltà del terreno e dalle carenze logistiche. Nonostante queste difficoltà, il 48º Panzerkorps del generale Kempf costituì una prima testa di ponte a sud del fiume a Cimljansk, mentre più a ovest le due divisioni corazzate del 40º Panzerkorps del generale Geyr von Schweppenburg erano arrivate sulla riva settentrionale a Nikolajevskaja. Queste importantissime teste di ponte a sud del Don avrebbero potuto aprire alle forze tedesche sia la strada per il Kuban' e il Caucaso, sia consentire di deviare verso nord-est per marciare verso Stalingrado da sud.
Le operazioni nella grande ansa del Don, dove era schierata la 6. Armee del generale Paulus, stavano infatti diventando sempre più intense e assumevano un'importanza crescente dal punto di vista strategico sia per l'alto comando sovietico, deciso a sbarrare la via per Stalingrado, sia per l'alto comando tedesco, preoccupato per il rafforzamento delle difese nemiche in questo settore. Il 25 luglio, mentre Rostov cadeva per la seconda volta in mano tedesca, iniziava infatti la fase più attiva della battaglia nella direttrice di Stalingrado; Hitler e l'alto comando tedesco erano consapevoli che le forze del generale Paulus, con due corpi d'armata di fanteria e le tre divisioni meccanizzate del 14º Panzerkorps del generale von Wietersheim, sarebbero state insufficienti per ottenere un rapido successo e quindi venne presa la decisione il 22 luglio di indebolire la 4. Panzerarmee, trasferendo alla 6. Armee la 24. Panzerdivision del 48º Panzerkorps, la meglio equipaggiata delle divisioni corazzate tedesche all'est, che venne inviata d'urgenza a nord per partecipare, sotto il controllo del 24º Panzerkorps del generale Willibald von Langermann und Erlencamp, all'imminente battaglia nella grande ansa del Don.
Come aveva previsto il feldmaresciallo von Bock prima della sua destituzione, lo schieramento tedesco era troppo disperso e avanzava su direttrici completamente divergenti; il 25 luglio 1942, mentre il Gruppo d'armate A, dopo la sua brillante vittoria a Rostov, si preparava ad avanzare in forze verso sud e sud-est dalle teste di ponte conquistate sul basso Don, contemporaneamente il Gruppo d'armate B iniziava la sua offensiva verso est e nord-est in direzione di Stalingrado; la 4. Panzerarmee infine era stata progressivamente indebolita nella sua potenza offensiva e nelle settimane seguenti avrebbe del tutto abbandonato il settore del Kuban' per essere completamente risucchiata nella grande battaglia per Stalingrado, che stava assumendo un'importanza decisiva per l'intera guerra sul Fronte orientale.

## Bilancio e conclusione
(Parole rivolte dal generale Richard Ruoff all'addetto militare giapponese sul ponte di Rostov il 25 luglio 1942)
Adolf Hitler non sembrava molto preoccupato da queste crescenti difficoltà operative e strategiche; al contrario, almeno apparentemente, manifestava grande ottimismo e fiducia nella possibilità di un imminente crollo generale della resistenza sovietica. Il 23 luglio 1942 il Führer diramò la sua nuova direttiva generale, la N. 45, denominata Braunschweig, che delineava i nuovi piani di operazioni fondati su premesse straordinariamente ottimistiche in cui si parlava di "obiettivi raggiunti" e di "solo deboli forze sovietiche" sfuggite alle manovre d'accerchiamento tedesche. Di conseguenza veniva ordinata l'avanzata contemporanea del Gruppo d'armate A verso il Caucaso e la costa del Mar Nero, e del Gruppo d'armate B verso Stalingrado e il Volga.

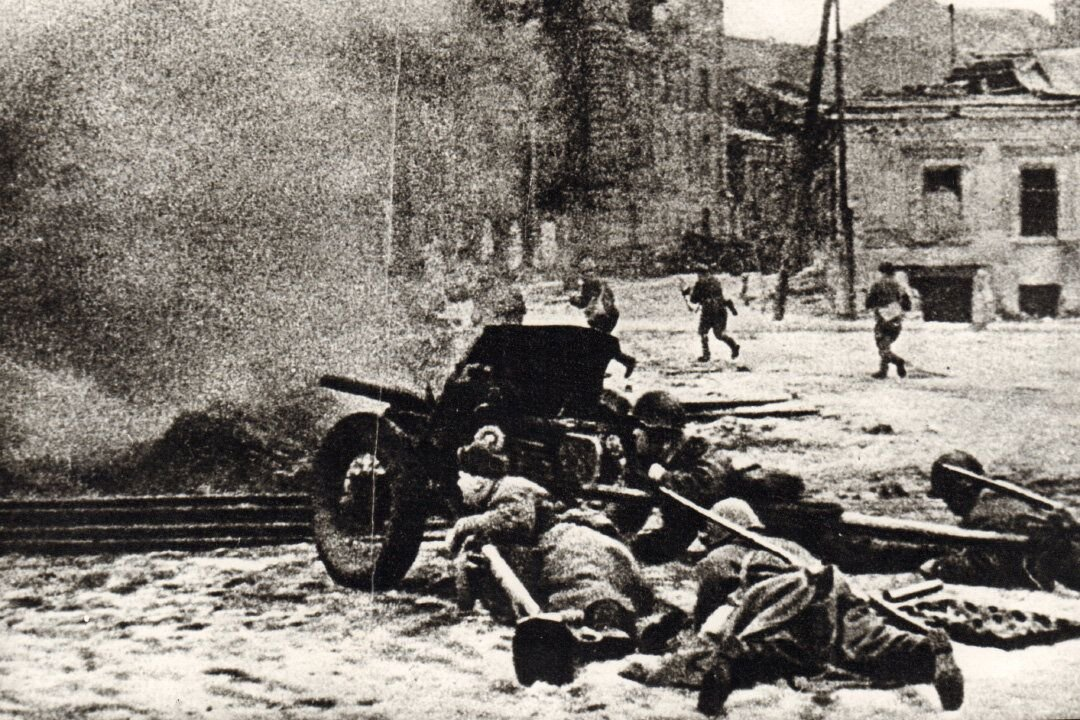
I soldati dell'Armata Rossa in combattimento a Rostov nel febbraio 1943 durante la liberazione finale della città.

Il generale Franz Halder, deluso dai fallimenti della manovre di Millerovo e Rostov, non condivideva affatto l'ottimismo di Hitler ma, nel corso di un acceso colloquio diretto, il Führer respinse tutte le sue obiezioni; disse che i russi "erano finiti", che non avevano altre riserve, che le manovre di accerchiamento erano in parte fallite soprattutto per gli errori tattici dei suoi generali, ma che comunque restava la possibilità, avanzando rapidamente, di distruggere le ultime forze sovietiche con rapide avanzate a sud del Don e verso Stalingrado. Nella realtà, dopo il fallimento di Millerovo, anche la manovra di Rostov, pur conclusa con la prestigiosa riconquista della città, era stata un "colpo a vuoto", un Luftstoss, per la Wehrmacht; la maggior parte delle armate del generale Malinovskij sfuggì all'accerchiamento e ripiegò in profondità per continuare a combattere e difendere le vie di accesso al Caucaso e la costa del Mar Nero.. i nuovi piani di Hitler quindi erano troppo ambiziosi e, partendo da premesse fatalmente errate, avrebbero spinto la Wehrmacht verso obiettivi irraggiungibili con le risorse disponibili sia a Stalingrado che nel Caucaso, esponendola inoltre alla controffensiva sovietica invernale.
In realtà, il giorno della caduta di Rostov la situazione dell'Unione Sovietica e dell'Armata Rossa sembrava quasi senza speranza; la nuova sconfitta scosse fortemente il morale delle truppe e della popolazione, ci furono recriminazioni e accuse di codardia dei soldati e degli ufficiali, non giustificate invece dalla combattività dimostrata dai reparti sovietici nei combattimenti all'interno della città. Stalin decise deliberatamente di trasformare la seconda caduta di Rostov, attribuita a una presunta ritirata incontrollata, in un esempio e un monito per consolidare la resistenza, rafforzare l'apparato dello stato, la determinazione dei soldati e l'organizzazione dell'Armata Rossa. Il 27 luglio venne diramato il famoso Prikaz N. 227 in cui il dittatore sovietico, in termini drammatici, richiedeva la massima disciplina e tenacia e preannunciava provvedimenti draconiani per sopprimere "seminatori di panico" e ogni manifestazione di scarsa combattività. Nelle settimane seguenti Stalin si concentrò sulla conduzione della battaglia a Stalingrado e nel Caucaso per guadagnare tempo e possibilmente fermare i tedeschi, ma soprattutto iniziò un efficace programma di riorganizzazione delle strutture politiche e amministrative dello stato; infine venne messa in atto una profonda riorganizzazione degli apparati di comando dell'Armata Rossa e degli aspetti tattico-operativi dell'esercito. Questi provvedimenti avrebbero prima consentito ai sovietici di bloccare l'avanzata tedesca e poi di sferrare le grandi controffensive dell'inverno 1942-1943 che, oltre alla decisiva vittoria di Stalingrado, avrebbero portato anche alla seconda e definitiva liberazione di Rostov il 15 febbraio 1943.